# ステイ・ヤング
「Stay Young」（ステイ・ヤング）は、ザ・ユナイテッドの1枚目のシングル。

## 概要
2013年4月1日にイギリス、イタリア、ドイツ、スイス、オーストリア、デンマーク、オランダ、ノルウェー、スウェーデン、ベルギー、タイの11カ国のiTunesでリリースされた。
その後、2013年8月21日に日本のタワーレコードで、数量限定でCDシングルとしてリリースされた。また、CD版には特典としてメンバー1人の生写真が付属している。

## 収録曲
- 音楽配信

1. "ステイ・ヤング" - 3:38

- CDシングル

1. "ステイ・ヤング" - 3:38
2. "ステイ・ヤング（クラブ・バージョン）" - 4:30

## パワープレイ獲得局
- FM福岡
- FM北海道
- ふくしまFM
- FM FUJI

## 収録アルバム
- ウィー・アー・ザ・ユナイテッド

## 発売日
| 国 | 日付          | 規格         | レーベル             |
| --- | ------------- | ------------ | -------------------- |
| イギリス イタリア ドイツ スイス オーストリア デンマーク オランダ ノルウェー スウェーデン ベルギー タイ | 2013年4月1日  | デジタル配信 | Collings Productions |
| 日本                                                                                                   | 2013年8月21日 | CDシングル   | FARM RECORDS         |